# سیارک ۵۸۰۹
سیارک ۵۸۰۹ (به انگلیسی: 5809 Kulibin، نامگذاری:1987RG6) پنج هزار و هشتصد و نهمین سیارک کشف شده‌است که در ۴ سپتامبر ۱۹۸۷ کشف شد.
قدر مطلق سیارک برابر ۱۲٫۳۰ است.